# Oedelnaja (metrostation)
Oedelnaja (Russisch: Удельная) is een station van de metro van Sint-Petersburg. Het metrostation behoort tot de Moskovsko-Petrogradskaja-lijn en werd geopend op 6 november 1982. Station Oedelnaja bevindt zich in de gelijknamige wijk in het noorden van Sint-Petersburg, naast het gelijknamige spoorwegstation en onder de Oedelnyj prospekt.
Het station ligt 64 meter onder de oppervlakte en beschikt over een perronhal met een gewelfd plafond. Het bovengrondse toegangsgebouw bevindt zich op de hoek van de Oedelnyj prospekt en de Jeletskaja oelitsa. Aan het einde van de perronhal is een portret en profil van Vladimir Lenin aangebracht, waaronder de volgende tekst te lezen is: "Begin augustus 1917 nam V.I. Lenin, vluchtend voor de vervolging van de tijdelijke bourgeoisregering, op station Oedelnaja trein nummer 293 naar Finland. Begin oktober 1917 keerde hij terug in Petrograd om de gewapende opstand te leiden".